# Alfred Zenichowski
Alfred Zenichowski (* 16. Juni 1942 in Pabianitz) ist ein deutscher Maler und Grafiker und lebt in Berlin.

## Leben und Werk
Zenichowski kam mit seiner Familie, darunter sein Bruder Heinrich Zenichowski, 1957 aus der Volksrepublik Polen in die DDR. Er absolvierte die 10-klassige polytechnischen Oberschule. Nach dem zweijährigen Dienst bei der Nationalen Volksarmee besuchte er von 1961 bis 1963 die Arbeiter- und Bauernfakultät an der Hochschule für Bildende Künste Dresden, wo er das Abitur erwarb. Von 1963 bis 1964 machte er eine Lehre als Dekorationsmaler. Dann studierte er bis 1969 bei Walter Womcka, Günther Brendel und Kurt Robbel Malerei an der Kunsthochschule Berlin-Weißensee. Von 1969 bis 1971 hatte er eine Aspirantur am Institut für Baugebundene Kunst der Hochschule. Ab 1971 arbeitete Zenichowski in Berlin als freischaffender Künstler.
Werke Zenichowski befinden sich u. a. im Kunstarchiv Beeskow.
Zenichowski war mit der Keramikerin und Designerin Annelies Zenichowski (* 1945) verheiratet. Ihre Tochter Susanne Zenichowski (* 1969) ist Malerin. 1988 heiratete Zenichowski in zweiter Ehre Jekaterina Nelken (* 1949), Enkelin von Dinah Nelken. 

## Werke (Auswahl)
- Selbstporträt (1965, Holzschnitt, 36 × 24,7 cm)[2]
- Diskussion (1968, Öl, 139 × 130 cm; auf der VII. Kunstausstellung der DDR)[3]
- Vietnamesische Mutter (1970, Öl, 80 × 68 cm; auf der Bezirkskunstausstellung Berlin 1972)
- o. T. / Sillleben mit zwei afrikanischen Figuren (1984, Öl, 56 × 47 cm)[4]

## Ausstellungen (unvollständig)

### Einzelausstellungen
- 1979: Berlin, Galerie Junge Künstler im Haus der jungen Talente (mit Arnold Pemmann)
- 1998: Birkenwerder, Galerie Waldhof

### Ausstellungsbeteiligungen
- 1970: Berlin, Altes Museum („Im Geiste Lenins“)
- 1972/1973: Dresden, VII. Kunstausstellung der DDR
- 1972, 1975, 1979 und 1986: Berlin, Bezirkskunstausstellungen
- 1981: Dresden, Ausstellungszentrum am Fučík-Platz („25 Jahre NVA“)